# King Comics
King Comics est un comic book édité de 1936 à 1949 par David McKay Publications qui reprenait exclusivement de séries auparavant distribués dans les journaux par le King Features Syndicate. On y trouve ainsi Henry de Carl Thomas Anderson, Popeye de E. C. Segar, Bring it up father.